# Jet Airliner
Singles de Modern Talking
Give Me Peace on Earth
(1986) In 100 Years...
(1987)
Clip vidéo
[vidéo] « Jet Airliner (Na, sowas!, 1987) », sur YouTube
Jet Airliner est une chanson du duo allemand Modern Talking incluse dans leur cinquième album studio, Romantic Warriors, paru le 8 juin 1987.
Le 18 mai 1987, trois semaines avant la sortie de l'album, la chanson a été publiée en single. C'est le premier (et en Allemagne l'unique) single de cet album.
La chanson a atteint la 7e place en Allemagne.